# Laurera effusa
Laurera effusa är en lavart som beskrevs av Aptroot & Sipman. Laurera effusa ingår i släktet Laurera och familjen Trypetheliaceae.   Inga underarter finns listade i Catalogue of Life.